# 萬松齡
萬松齡（？—？），字星鍾，號葆青，江南常州府宜興縣人，清朝政治人物。

## 生平
雍正七年（1729年）己酉科江南鄉試舉人，考取內閣中書，乾隆二年（1737年）丁巳補試博學鴻詞科第一等，授翰林院檢討、武英殿行走，以年老致仕歸里，著有《思儉樓集》。

## 家族
子萬應馨為乾隆五十四年（1789年）己酉科進士。